# Лотье, Жоэль
Жоэ́ль Лотье́ (фр. Joël Lautier; род. 12 апреля 1973, Скарборо, Канада) — французский шахматист, гроссмейстер (1990). Заслуженный тренер ФИДЕ (2006).

## Шахматная карьера
Чемпион мира среди мальчиков до 14 лет (1986). Чемпион мира среди юношей (1988). Чемпион Франции (2004, 2005).
Обладатель многочисленных титулов победителя международных шахматных турниров — чемпион мира по шахматам среди юношей в 1988 г., гроссмейстер в 1990 г., многократный чемпион Франции по шахматам, победитель более 30-ти крупных международных турниров, победитель Национальных клубных чемпионатов по шахматам в составе клубных команд Франции, Голландии, Австрии, Германии, Швейцарии, Испании, один из 30-ти ведущих гроссмейстеров мира (с 1992 г. по 2006 г.), обладатель положительного счёта в личных поединках с 13-м чемпионом мира Гарри Каспаровым (2 победы, 1 поражение и 7 ничьих из 10 партий).
Член символических клубов победителей чемпионов мира: Михаила Чигорина (с 14 марта 1994 года), Тиграна Петросяна (с 14 марта 1994 года) и Эугенио Торре (с 1995) и Ефима  Боголюбова.
Тренер трёхкратного чемпиона мира по шахматам Владимира Крамника (1994—1996, 2000—2002 гг.).
Соучредитель и президент Ассоциации шахматистов-профессионалов (с 2003 г. по 2005 г).
Вице-президент Французской шахматной федерации (с 2005 по 2006 г).

## Личная жизнь
Родился в Канаде, в семье франко-канадца и японки. С 1997 по 2003 год был женат на Эльмире Скрипченко.
Владеет русским, причём, говорит без акцента.
Увлекается сёги, дружит с сильнейшими сёгистами современности Хабу и Мориути.

## Изменения рейтинга
| График не отображается по техническим причинам. Чтобы исправить это, воспроизведите график в новом формате, если это возможно. |